# Климент I
Климе́нт І (лат. Clemens I; ? — 18 листопада 99/101) — 4-й папа римський (88–99), святий, мученик. Перший історичний християнський місіонер, що проповідував Євангеліє на українських теренах. Висвячений апостолом Петром. Один із апостольських отців і апостолів з сімдесяти. Автор листа до церкви в Коринті. Засланий на каторгу до Криму, до Херсонеса, під час гонінь на Церкву в Римській імперії. Проповідував серед каторжан, за що був страчений язичниками — його прив'язали до кам'яного якоря і втопили у морі. Вшановується у католицькій, православних і деяких протестантських (англіканській і лютеранській) церквах. День пам'яті за григоріанським календарем — 18 листопада, за юліанським — 8 грудня. Найбільший храм — Базиліка святого Климента в Римі. В іконографії зображується у папських шатах, з якорем, хрестом-якорем (Климентівським хрестом) або пальмовою гілкою, символом мучеництва. Патрон каторжан, каменотесів і моряків. Також — Климе́нт Ри́мський (лат. Clemens Romanus).

## Мощі
Традиція переказує, що під час перебування в Херсонесі у 861 році в зв'язку з хозарською місією, Костянтин Філософ розпочинає пошуки святині. Підтриманий місцевим духовенством, він здійснює своєрідну морську експедицію. Після тривалого часу мощі знайшли на одному з островів і урочисто поклали до церкви Св. Апостолів. Частину мощей Кирило залишив у Херсонесі, а частину переніс до Риму в дар папі Адріану II. Тепер мощі зберігаються у Базиліці святого Климента у Римі.
На Русі з найдавніших часів Климент почитався як святий. Мощі Климента зберігалися у Десятинній церкві у Києві. Чесна голова Святого Климента зберігається в Києво-Печерській лаврі. Також невелика частинка мощей святого зберігається у храмі святого Климента у Львові.

## Патрон
Климент I вшановується як патрон каторжан, каменотесів, моряків.
- Україна: Інкерман
- Іспанія: Ескобар-де-Кампос, Кастромонте, Лорка
- Італія: Веллетрі, Казамарчіано
- Перу: Піско
- Чилі: Сан-Клементе

## У художній літературі
Головна дійова особа трагедії «A liminibus Apostolorum» – главі поетичного епосу «Діяння небожителів» (2011) Віктора Гребенюка.

## У геральдиці
На гербі міста Інкерман зображено Климента І, що нагадує про зв'язок цього святого з Херсонесом.

Бюсем-Вессельбурен, Німеччина
Орхус, Данія
Інкерман, Україна
Меркельбеек, Голландія
Штеенвійк, Голландія
Гульсберг, Голландія

## Liber Pontificalis
| 1 Clemens, natione Romanus, de regione Celiomonte, ex patre Faustino, sedit ann. VIIII m. II d. X. Fuit autem temporibus Galbae et Vespasiani, a consulatu Tragali et Italici (68) usque ad Vespasiano VIIII et Tito (76). Hic dum multos libros zelo fidei christianae religionis adscriberet, martyrio coronatur. 2 Hic fecit VII regiones, diuidit notariis fidelibus ecclesiae, qui gestas martyrum sollicite et curiose, unusquisque per regionem suam, diligenter perquireret. 3 Hic fecit duas epistolas quae catholicae nominantur. Hic ex praecepto beati Petri suscepit ecclesiae pontificatum gubernandi, sicut ei fuerat a domino Iesu Christo cathedra tradita uel commissa ; tamen in epistola quae ad Iacobum scripta est, qualiter ei a beato Petro commissa est ecclesia repperies. Ideo propterea Linus et Cletus ante eum conscribuntur, eo quod ab ipso principe apostolorum ad ministerium sacerdotale exhibendum sunt episcopi ordinati. 4 Hic fecit ordinationes duas per mens. Decemb., presbiteros X, diaconos II ; episcopos per diuersa loca XV. Obiit martyr Traiano III. Qui etiam sepultus est in Grecias VIII kal. Decemb. Et cessauit episcopatus dies XXI. |